# Hangman's Knot
Hangman's Knot (br./pt.: O laço do carrasco) é um filme de faroeste estadunidense de 1952, escrito e dirigido por Roy Huggins para a Columbia Pictures. As locações foram em Alabama Hills em Lone Pine, Califórnia.

## Elenco
- Randolph Scott...Major Matt Stewart
- Donna Reed...Molly Hull
- Claude Jarman, Jr....Jamie Groves
- Frank Faylen...Cass Browne
- Richard Denning...Lee Kemper
- Lee Marvin...Rolph Bainter
- Glenn Langan...Capitão Petersen
- Jeanette Nolan...Madame Margaret Harris
- Clem Bevans...Plunkett, agenjte da estação
- Ray Teal...Quincey
- Guinn Williams...Smitty
- Monte Blue...Maxwell
- John Call...Egan Walsh

## Sinopse
Na primavera de 1865 em Nevada, um pequeno grupo de soldados confederados, em trajes civis, ataca um comboio escoltado pela Cavalaria da União, em busca de se apossarem do carregamento de ouro que transportavam. O ataque é bem-sucedido mas um dos soldados cavalarianos avisa aos confederados que a guerra tinha acabado. O major e seus homens percebem que foram enganados pelo Capitão Petersen que os mandara para o ataque sabendo do fim da guerra, mas resolvem voltar para casa levando o carregamento de ouro. No caminho, são atacados por uma patrulha que mais tarde se revela como um bando de  sanguinários fora-da-leis que querem ficar com o carregamento roubado. O major e seus homens se refugiam numa estação de diligências e ficam numa situação desesperadora, cercado por doze assassinos armados e com reféns civis que não podem confiar. A única esperança é que os bandidos acreditem num ardil do major, que fala que deixou o ouro enterrado num lugar perto da diligência abandonada que apanharam de Petersen.

## Recepção
Em resenha do The New York Times, A. W.escreveu que aquele gênero de Western é (em tradução livre) "tornado bonito, credível e edificante" pelo diretor-roteirista Roy Huggins de Hangman's Knot, classificando-o de "filme de ação esticado cheio de aventura"

Como um diretor, o Senhor Huggins centra seu elenco em situações plausíveis. Os seis-tiros e Winchesters raramente são abaixados, a conversa é coerente e existem suficiente número de cadáveres em volta no final para satisfazer o mais exigente fã. E seus protagonistas são, sobretudo, humanos. Randolph Scott, como o líder dos confederados em apuros é um problemático mas heroico homem inseguro em como proceder de modo honroso com os despojos do saque. Donna Reed, uma enfermeira do Exército da União detida como refém, é totalmente natural em seu ódio e mudança para admiração quando conhece melhor seu captor. Richard Denning é um oportunista fraco com aparência civilizada e Claude Jarman Jr., como o membro inexperiente do bando; Lee Marvin é o lascivo matador e Frank Faylen, como o casualmente bravo "Reb", contribuem para uma delineação significativa mais do que o usual para esse tipo de interpretação muscular. Apesar de "Hangman's Knot" ser apenas vagamente ligado a seu título, é um entretenimento na medida certa que faz justiça a esse tipo de ação.
Em sua crítica no Allmovie, Tana Hobart considerou o filme "bem feito, faroeste tenso com um bom e seco senso de humor". Em seu comentário para DVD Verdict, Judge Paul Corupe disse que o filme é "um bonito e justo faroeste B em Technicolor com algumas sequências excitantes de ação ". Em sua resenha para Reel Film Reviews, David Nusair escreveu que Hangman's Knot é "surpreendentemente acelerado para um filme de seu tipo, e mesmo com uma encharcada batalha confusa embaixo de um temporal ao final,permanece essencialmente divertido ". Nusair também notou "uma 'química verdadeira' entre Scott e Reed".